# 雪まつり
雪まつり（ゆきまつり）とは、雪をテーマとした行事、催し物のこと。雪像や氷像の展示が有名だがそれに限ったものでなく、スポーツ、ダンス、コンサートなどのイベントを行うこともあり、具体的な定義は存在しない。
日本国内で最初に開催された自治体単位のイベントは十日町雪まつりとさっぽろ雪まつりであり、同じ1950年に始まったものであるが、新潟県の六日町地区では戦後まもなくから厳冬期の娯楽として造形を作る遊びが流行っていたといい、そのような例は他にもある。尚、さっぽろ雪まつりのように雪像や氷像でアートを製作して展示するというイベントは小樽市の尋常小学校で1935年から始まった学校行事が元となっている。1972年札幌オリンピックの際に雪まつりの盛況が世界中に発信されたため、今や世界中で同様のイベントが行われている。
以下主な物を記す。

## 日本国内

### 北海道・東北
- さっぽろ雪まつり
- 旭川冬まつり
- 美唄雪んこまつり
- 釧路氷まつり
- 帯広氷まつり
- IWAMIZAWAドカ雪まつり
- あばしりオホーツク流氷まつり
- もんべつ流氷まつり
- 阿蘇雪祭り（北海道石狩郡当別町）
- 岩手雪まつり
- 雪あかりinにしわが（岩手県西和賀町）
- 横手の雪まつり（秋田県横手市）
- 新庄雪まつり
- 只見ふるさとの雪まつり

### 北陸・信越
- 十日町雪まつり
- 南魚沼市雪まつり
- 雪だるま祭り（石川県白山市白峰）
- いいやま雪まつり

## 海外
- モントリオール雪まつり（カナダケベック州モントリオール市）
- ケベック・ウィンター・カーニバル（カナダケベック・シティー）
- 瀋陽国際氷雪まつり（中華人民共和国遼寧省瀋陽市）
- ハルビン氷まつり（中華人民共和国黒竜江省哈爾浜市）
- 冬の幻想（ロシアモスクワ市）
- シベリア雪像フェスティバル（ロシアノボシビルスク州ノボシビルスク市）
- 世界アイスアート選手権(アメリカアラスカ州フェアバンクス)